# 南川仁博
南川 仁博 (みなみかわ じんはく、1892年（明治25年）11月 - 1984年（昭和59年）4月1日) は、日本の昆虫学者。旧姓は楚南（そなん）。鱗翅目（チョウ、ガ）や膜翅目（ハチ、アリ）の分類学的研究や、茶樹や柑橘類の害虫の研究を主に進めており、とりわけ台湾の害虫研究において先駆的な研究結果を残した。日本蛾類学会元会長、日本昆虫学会、日本応用動物昆虫学会名誉会員。

## 略歴
沖縄県那覇市に生まれ、幼い頃に台湾に移り住んだ。台北成淵学校を卒業し、海軍への兵役を経て台湾総督府に就職。総督府では素木得一に師事し、主に茶樹や柑橘類の害虫とその天敵の研究などを進めた。
第二次世界大戦後は中華民国台湾省農業試験所に勤め、1947年に日本に帰国。農林省茶業試験場に赴任し、1960年に定年退職するまで茶の害虫の研究を進めた。退職後は日本植物防疫協会嘱託として勤務した。また1961年にはアカイラガの生態学的研究の結果によって、北海道大学より農学博士号を授与された。
1984年、肺炎のため千葉県の病院で死去。享年91、戒名は至心院釈仁慈。

## 著書
- 南川仁博・刑部勝『茶樹の害虫』（1979年、日本植物防疫協会）